# Antharmostes mesoleuca
Antharmostes mesoleuca är en fjärilsart som beskrevs av W. Warren 1899. Antharmostes mesoleuca ingår i släktet Antharmostes och familjen mätare. Inga underarter finns listade i Catalogue of Life.